# The maintenance
『the maintenance』（ザ・メンテナンス）は、SEX MACHINEGUNのオリジナル・アルバム。

## 概要
SEX MACHINEGUNSのAnchangのソロプロジェクト「SEX MACHINEGUN」のファースト・アルバム。
先行シングル「語れ! 涙!」など全10曲を収録している。
コピーコントロールCD仕様である。

## 収録曲
（全作詞・作曲：SEX MACHINEGUN）
1. 笑ってんじゃねえ
編曲：菊地大輔 ・SEX MACHINEGUN
2. 爆乳ダイナマイト
編曲：SEX MACHINEGUN
3. 高年齢化社会
編曲：ラリー本田・SEX MACHINEGUN
4. WIND
編曲：ラリー本田・SEX MACHINEGUN
5. チャーシューメン
編曲：ラリー本田・SEX MACHINEGUN
6. 米 食べろ
編曲：河野圭 ・SEX MACHINEGUN
7. 豆板醤
編曲：ラリー本田・SEX MACHINEGUN
8. Flyaway
編曲：ラリー本田・SEX MACHINEGUN
9. 大逆転
編曲：SEX MACHINEGUN
10. 語れ! 涙!
編曲：ラリー本田・SEX MACHINEGUN

## 演奏
- SEX MACHINEGUN
  - All Vocal, Chorus, Guitars
  - 1st Solo (#6)
- 長谷川浩二：Drums (#1.3.4.5.10)
- FIRE：Bass (#1.6)
- 菊地大輔：Programming, Digital Edit (#1.2.9)
- Mikhail Ivanushka：Chorus (#1.2.3.5.6.7.9)
- そうる透：Drums (#2.9)
- T.M STEVENS：Bass (#2)
- Wypa Ignati "Kazuo"：Chorus (#2.6.9)
- 渡辺等：Acoustic Bass (#3)
- 笠原直樹
  - Electric Bass (#3)
  - Bass (#4.5.10)
- 本田"ラリー"優一郎
  - Keyboards (#3.5.10)
  - Programming (#3.4.5.7.8.10)
- 三沢またろう：Percussion (#3)
- Pomah Handarev：Chorus (#3.7.9.10)
- 山下政人：Drums (#6)
- 秋山浩徳：Guitars, 2nd Solo (#6)
- 河野圭：Keyboards & Programming (#6)
- 田邊晋一：Percussion (#6)
- TARAWO：Drums (#7.8)
- 美久月千晴：Bass (#7.8)
- 岡本仁志：Organ (#7)
- 六川正彦：Bass (#9)
- 後藤ストリングス：Strings (#10)
- Sergev Uganov：Chorus (#10)